# Salem, Oregon
Salem (IPA: [ˈseɪ ləm̩]) là thủ phủ của tiểu bang Oregon, và là quận lỵ của Quận Marion. Khu Tây Salem nằm trong Quận Polk. Nó nằm ở giữa Thung lũng Willamette, giữa Portland và Eugene. Cho đến 1 tháng 7 năm 2006, nó có một dân số là 149.305, với dân số vùng đại đô thị là gần 400.000 làm cho nó là thành phố lớn thứ hai và vùng đại đô thị lớn thứ hai tại Oregon (sau Portland).
"Salem" được lấy từ tiếng Hebrew là "Shalom", và tiếng Á Rập là "Salam" cả hai đều có nghĩa là "hòa bình". Trong lịch sử, Salem có biệt danh là "thành phố cherry ", vì sự quan trọng của công nghiệp trồng cây cherry.

## Lịch sử
Người bản thổ châu Mỹ tại Hoa Kỳ đặt tên cho vùng này là Chemeketa, có nghĩa là "nơi gặp gỡ hoặc nghỉ ngơi" trong tiếng Kalapuya. Từ "Chemeketa" được giữ làm cái tên cho trường đại học cộng đồng địa phương (Đại học cộng đồng Chemeketa) và những tòa nhà địa phương khác.
Khu định cư đầu tiên của người châu Âu trong vùng là hội truyền giáo Jason Lee năm 1840. Năm 1842, những nhà truyền giáo đã thiết lập Học viện Oregon (tiền thân của Đại học Willamette) trong khu vực mà sau này trở thành nơi đầu tiên của thành phố Salem. Năm 1844, hội truyền giáo giải tán và thị trấn được thiết lập. Theo "Địa danh Oregon" (Oregon Geographic Names), không biết chắc là ai đã chọn cái tên cho thị trấn này nhưng người ta tin rằng một trong hai người sau: Ủy viên quản trị David Leslie từ Salem, Massachusetts đến, hay William H. Willson người vẽ bản đồ cho phần chính của thành phố năm 1850-1851.
Năm 1851, Salem trở thành thủ đô lãnh thổ sau khi nó được dời từ Oregon City. Thủ đô được dời một giai đoạn ngắn tới Corvallis năm 1855, nhưng lại được dời trở về Salem vĩnh viễn vào năm đó. Nhà quốc hội hai tầng chỉ mới được sử dụng hai tháng bị cháy rụi vào tháng 12 năm 1855. Salem được thành lập như một thành phố năm 1857 và trở thành thủ đô tiểu bang Oregon hai năm sau đó khi Oregon trở thành một tiểu bang của Hoa Kỳ.
Tòa nhà quốc hội thứ hai của Oregon được hoàn thành năm 1876 tại địa điểm củ. Tòa nhà kiểu Kiến trúc Hy Lạp cổ đại này có một phần dựa theo Tòa Quốc hội Hoa Kỳ. Tòa nhà được thêm mái vòm bằng đồng đặc biệt vào năm 1893. Những chẳng may, lửa lại thiêu tòa nhà quốc hội thứ hai của Oregon vào ngày 25 tháng 4 năm 1935.
Tòa nhà Quốc hội Oregon thứ ba và hiện tại được hoàn thành cũng tại chỗ củ năm 1938. Nó dễ nhận ra vì có bức tượng một người tiên phong đặc biệt cẩn vàng đứng trên mái vòm - và chính thức được gọi tên là Người tiên phong Oregon (Oregon Pioneer).
Lễ hội cherry đầu tiên tại Salem được tổ chức năm 1903. Trong các thập niên theo sau đó, sự kiện này nhanh chóng trở nên một sự kiện hàng năm với các cuộc diễn hành và bầu chọn nữ hoàng cherry nhưng bị dẹp bỏ sau Chiến tranh thế giới thứ nhất. Nó được hồi sinh ngắn ngủi khi Lễ hội vùng cherry Salen khoảng vài năm cuối thập niên 1940

## Địa lý và khí hậu
Salem nằm ở vị trí 44°55′51″B 123°1′44″T / 44,93083°B 123,02889°TĐã đưa tham số không hợp lệ vào hàm {{#coordinates:}} (44.931109, -123.029159).1
Vĩ tuyến 45 độ (là vĩ tuyến nằm giữa Bắc Cực và Xích Đạo) đi ngang qua phân giới thành phố của Salem.
Theo Văn phòng Thống kê Hoa Kỳ, thành phố có tổng diện tích là 120,1 km² (46,4 mi²). 118,4 km² (45,7 mi²) là đất và 1,6 km² (0,6 mi²) là nước. Nước chiếm 1,35% tổng diện tích thành phố.
Mặc dù sông Willamette chảy qua Salem, Hồ chứa nước của sông Santiam phía bắc là nguồn nước uống chính yếu của Salem.
| Nhiệt độ bình thường hàng tháng, nhiệt độ cao nhất và thấp nhất được ghi nhận |      |      |      |      |      |      |      |      |      |      |       |       |
| Tháng                                                                         | Một  | Hai  | Ba   | Bốn  | Năm  | Sáu  | Bảy  | Tám  | Chín | Mười | M.Một | M.Hai |
| Cao kỷ lục °F                                                                 | 65   | 72   | 80   | 88   | 100  | 105  | 108  | 108  | 104  | 93   | 72    | 68    |
| Cao bình thường °F                                                            | 47   | 51,2 | 56,3 | 61,1 | 67,5 | 74   | 81,5 | 81,9 | 76,6 | 64,5 | 52,4  | 46,4  |
| Thấp bình thường °F                                                           | 33,5 | 34,7 | 36,6 | 38,8 | 43,6 | 48,4 | 52   | 52,1 | 47,7 | 41,3 | 37,9  | 33,9  |
| Thấp kỷ lục °F                                                                | -10  | -4   | 12   | 23   | 25   | 32   | 37   | 36   | 26   | 20   | 9     | -12   |
| Lượng mưa (in)                                                                | 5,84 | 5,09 | 4,17 | 2,76 | 2,13 | 1,45 | 0,57 | 0,68 | 1,43 | 3,03 | 6,39  | 6,46  |
| Nguồn:                                                                        |      |      |      |      |      |      |      |      |      |      |       |       |

## Hình ảnh

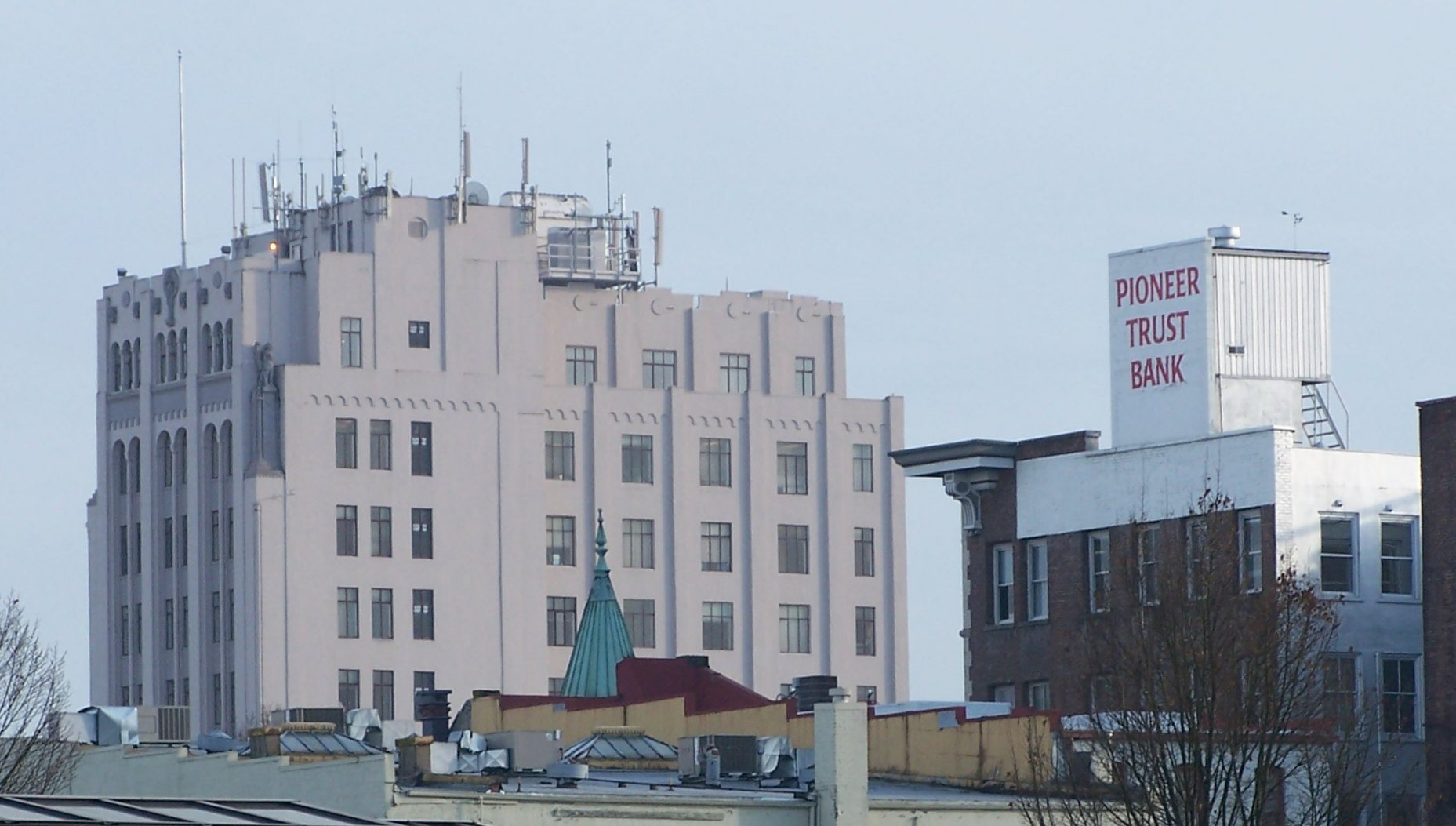
Quang cảnh tiêu biểu của Salem.
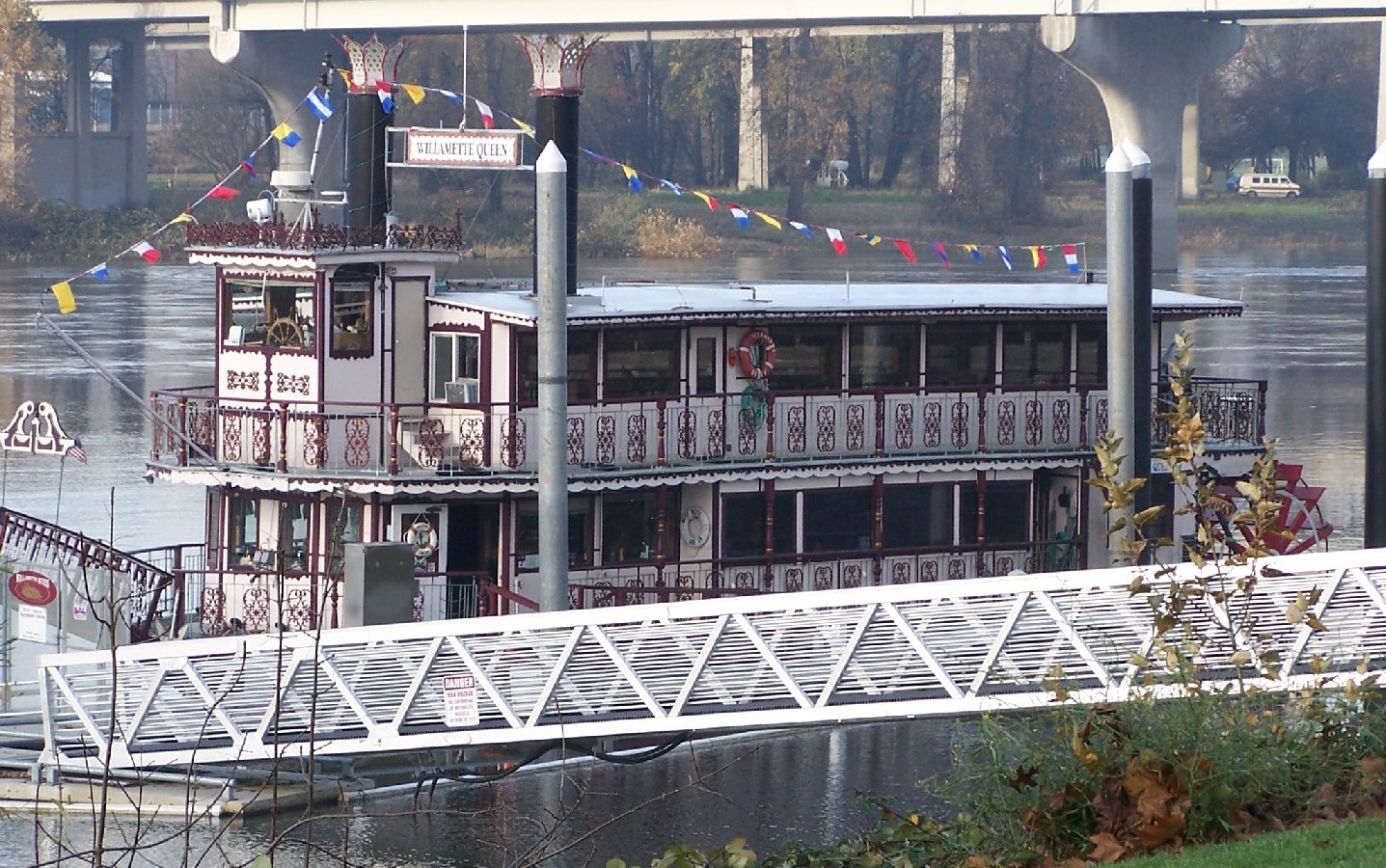
Thuyền đạp Willamette Queen trên sông Willamette.
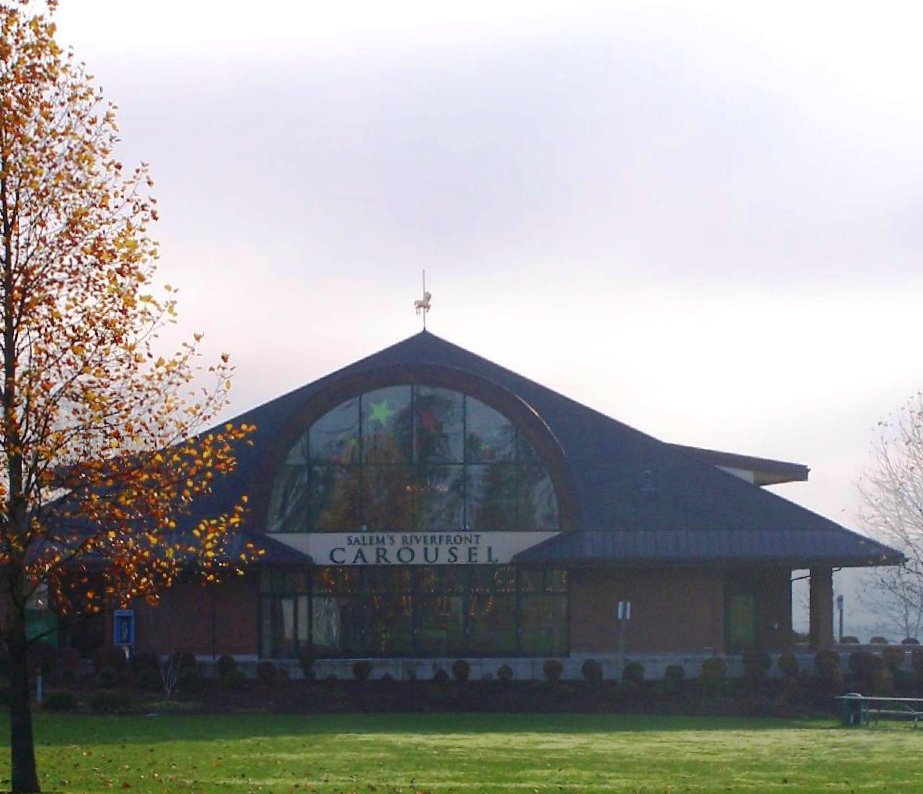
Trò chơi kéo quân tại Công viên Riverfront.
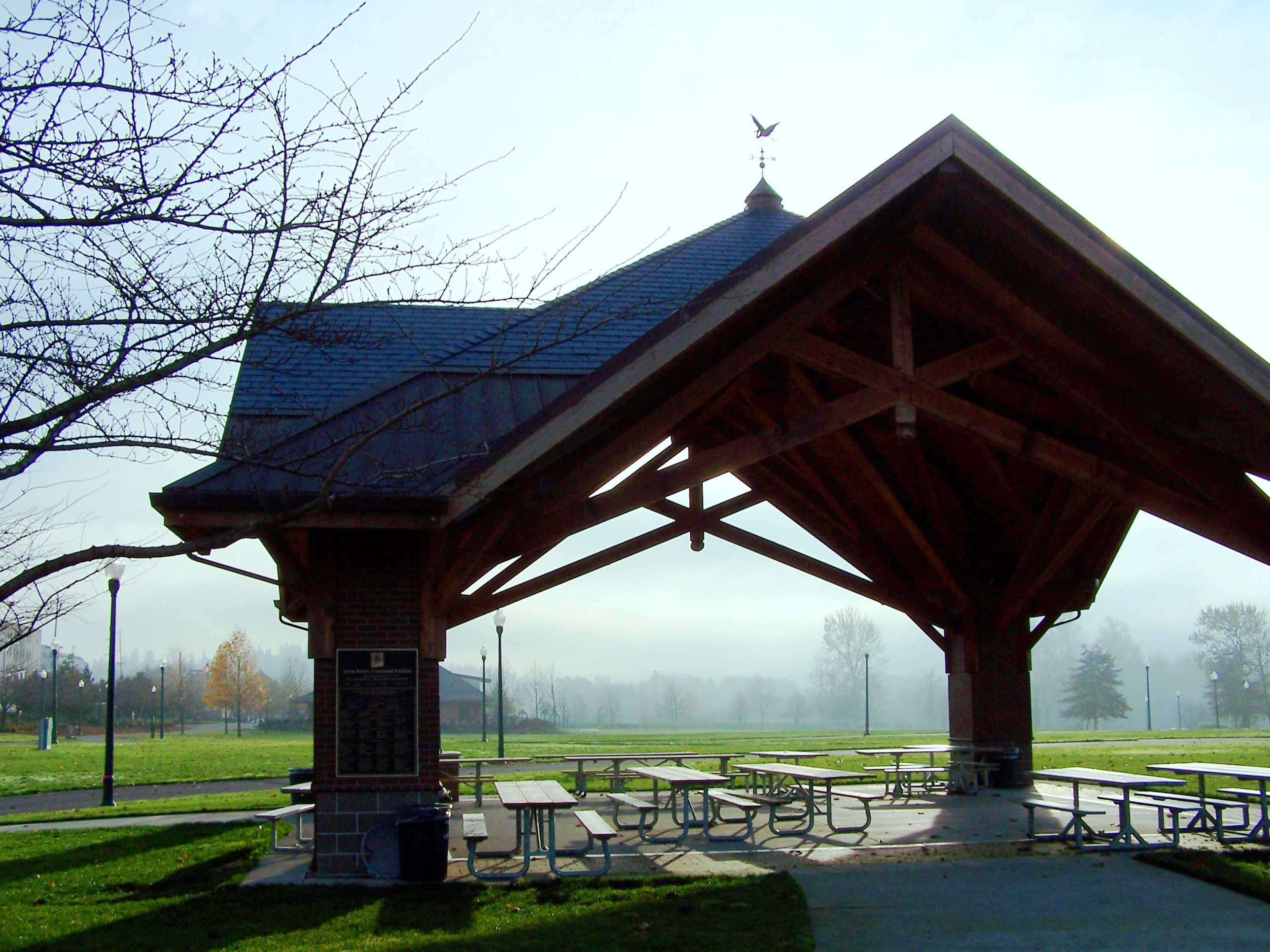
Công viên Riverfront tại phố chính.
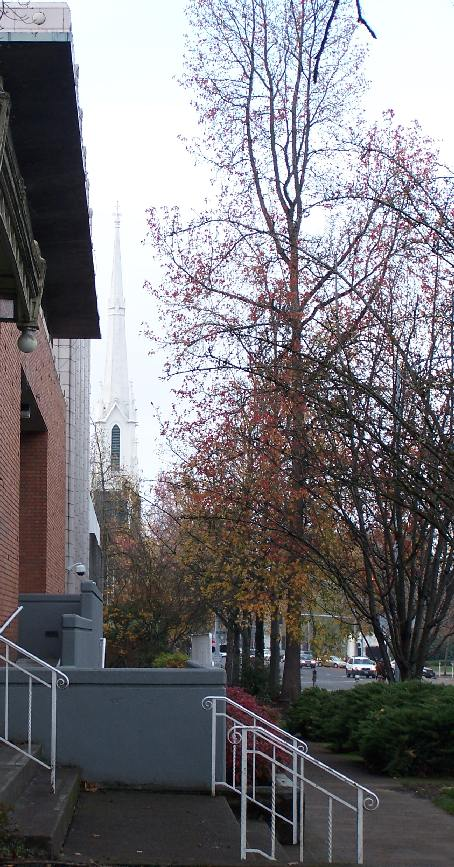
Nhà thờ Phong trào Giám Lý đầu tiên ở phố chính.
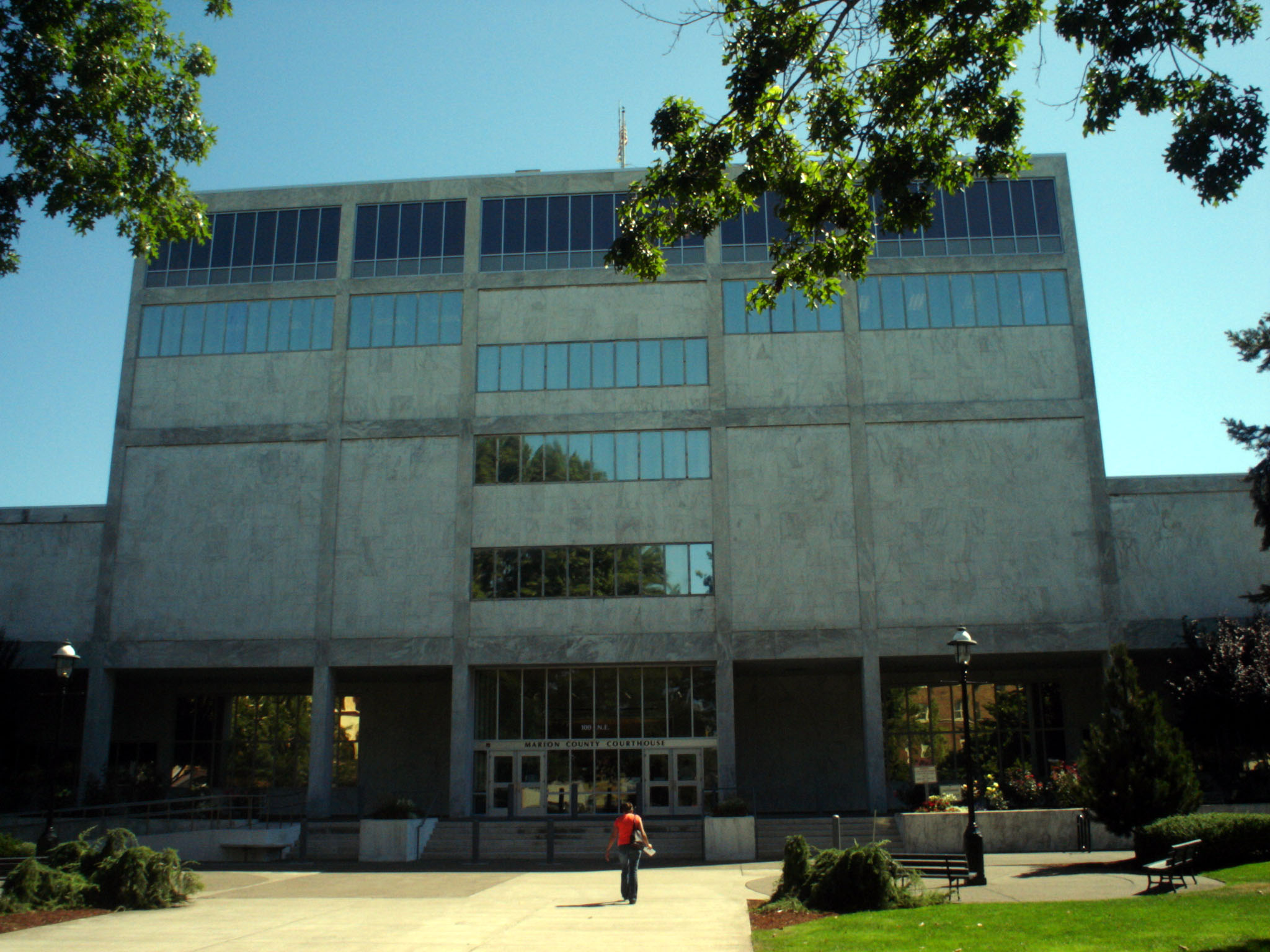
Tòa án Quận Marion dưới phố chính.
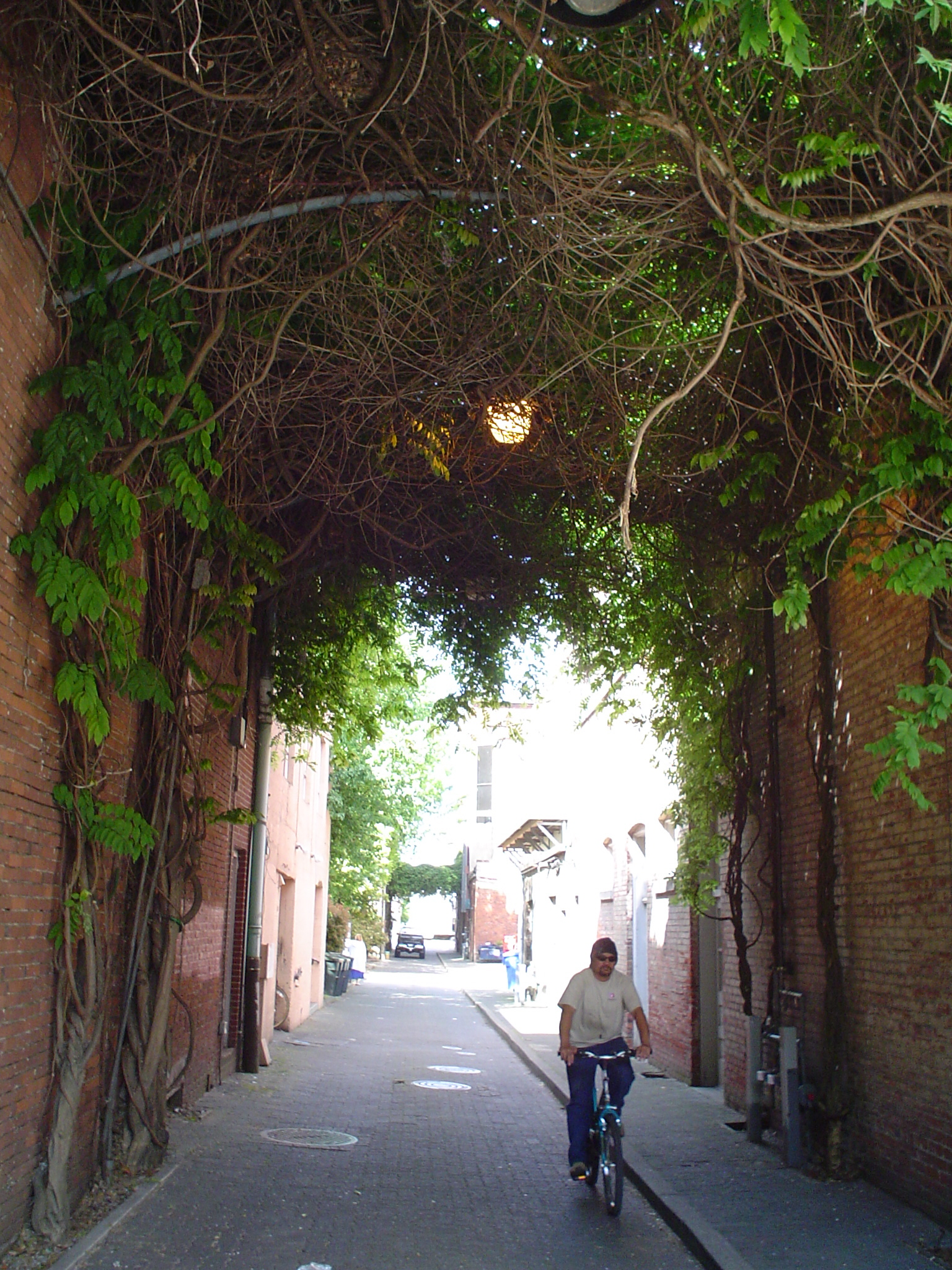
Lối đi được che với đậu tía dưới phố chính.
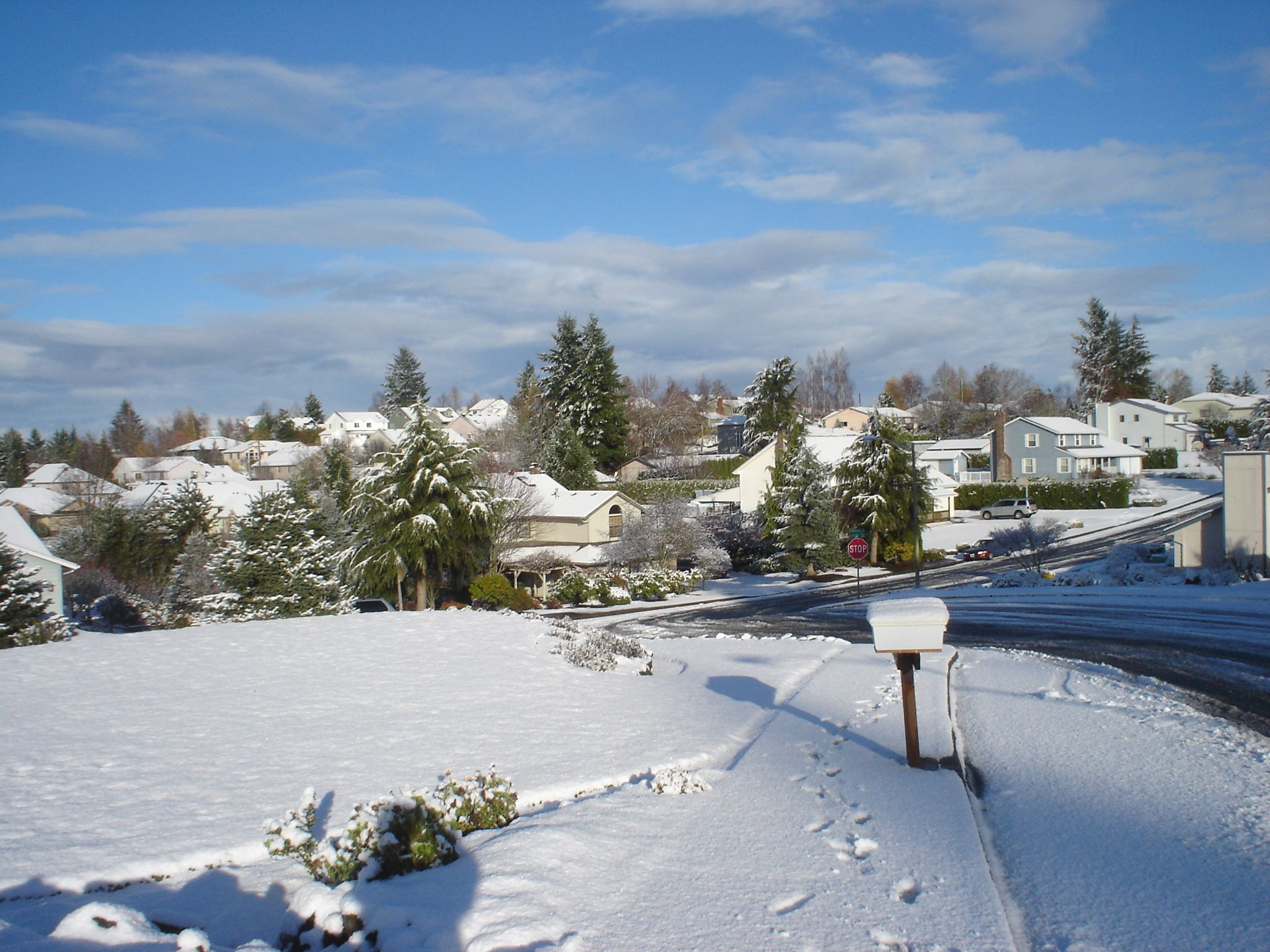
Một khu dân cư ở Nam Salem phủ đầy tuyết.

## Thành phố kết nghĩa
Salem có hai thành phố kết nghĩa:
- Kawagoe, Nhật Bản
- Gimhae, Hàn Quốc